# Habrocestoides nitidus
Habrocestoides nitidus là một loài nhện trong họ Salticidae.
Loài này thuộc chi Habrocestoides. Habrocestoides nitidus được Dmitri Viktorovich Logunov miêu tả năm 1999.